# William Tenn
William Tenn, vlastním jménem Philip Klass (9. května 1920, Londýn, Anglie – 7. února 2010, Mount Lebanon, Pittsburgh, Pensylvánie) byl americký profesor a spisovatel science fiction a fantasy, počátky jehož tvory jsou spojeny s obdobím Zlatého věku science fiction.

## Život
Narodil se roku 1920 v Londýně v rodině židovských emigrantů z Ruska. Otec byl povoláním klempíř. Ve věku dvou let se s rodiči přestěhoval do New Yorku a jako nejstarší ze tří dětí vyrostl v Brooklynu. Během druhé světové války sloužil v americké armádě jako technik a posléze pracoval v Bellových laboratořích.
Roku 1957 se oženil s Frumou Beecherovou. Roku 1966 se přestěhoval do State College v Pensylvánii, kde dvacet čtyři let vyučoval angličtinu a literární komparatistiku na Pensylvánské státní univerzitě, kde k jeho žákům patřil například tvůrce Ramba David Morrell. Po odchodu do důchodu se přestěhoval do Pittsburghu, kde zemřel roku 2010 na srdeční komplikace.
Publikovat začal roku 1939, první sci-fi povídku vydal roku 1946, Je autorem dlouhé řady vtipných, satirických i hořce ironických povídek povídek a také dvou románů. Kromě toho publikoval pod svým pravým jménem i řadu odborných prací. Roku 1999 obdržel cenu Author Emeritus (Zasloužilý autor) a roku 2006 Forry Award za celoživotní dílo.

## Dílo

### Povídky (výběr)
- Anecdote (1939), autorova první povídka.
- Alexander the Bait (1946), autorova první sci-fi povídka.
- Child's Play (1947, Hra pro děti).
- Me, Myself, and I (1947, jako Kenneth Putnam.
- Brooklyn Project (1948, Projekt Brooklyn), v povídce úředník oznamuje reportérům, že Projekt Brooklyn byl úspěšně dokončen a že za několik minut bude uskutečněna první velká cesta člověka časem.
- The Human Angle (1948, Lidský pohled na věc).
- Venus and the Seven Sexes (1949, Venuše a sedmero pohlaví).
- Medusa Was a Lady! (1951), povídka se stala základem románu A Lamp for Medusa.
- The Liberation of Earth (1953, Osvobození Země), nejproslulejší autorova povídka,[1] která s jemnou ironií vyprává o tom, jak je Země znovu a znovu "osvobozována" armádami dvou soupeřících vesmírných supercivilizací.
- The Tenants (1954, Nájemci).
- Project Hush (1954, Projekt Pšt).
- The Discovery of Morniel Mathaway (1955, Objevení Morniela Mathawaye), česky též jako Jak byl objeven malíř Mathaway.
- Time in Advance (1956, Čas jako závdavek), česky též jako Předem odpykaná sazba.
- Eastward Ho! (1958, Jdi na východ, mladý muži), satira o naruby obráceném osídlování Ameriky.
- Bernie the Faust (1963, Bernie coby Faust), povídka o prodávání Země.
- The Men in the Walls (1963), povídka se stala základem románu Of Men and Monsters.
- The Ghost Standard (1994, Podle pravidel ducha).

### Povídkové sbírky
- Of All Possible Worlds (1955, Ze všech možných světů).
- The Human Angle (1956, Lidský pohled na věc).
- Time in Advance (1958, Čas jako závdavek).
- The Seven Sexes (1968, Sedmero pohlaví).
- The Square Root of Man (1968, Druhá odmocnina z člověka).
- The Wooden Star (1968, Dřevěná hvězda).
- The Complete Science Fiction of William Tenn (2001), dva díly: Immodest Proposals a Here Comes Civilization.

### Romány

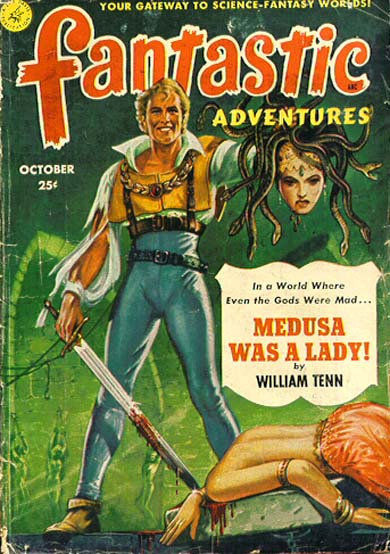
Obálka magazínu Fantastic Adventures z roku 1951 s autorovou povídkou Medusa Was a Lady!

- A Lamp for Medusa (1968, Lampa pro Medúzu), fantasy román vzniklý rozšířením autorovy povídky Medusa Was a Lady! z roku 1951 a vypráví o vzkříšení starořeckých bohů na Olympu.
- Of Men and Monsters (1968, Lidé a netvoři), román vzniklý na základě autorovy povídky The Men in the Walls z roku 1963 popisující obrození lidského rodu ve světě ovládaném obrovitými mimozemšťany, kteří ovládli Zemi.

## Česká vydání

### Samostatné povídky
- Jdi na východ, mladý muži, antologie Vlak do pekla, Albatros, Praha 1976, znovu 1983 a 1992.
- Jak byl objeven malíř Mathaway, časopis 100+1, ročník 1977, číslo 22, a časopis Exalticon 1992/01.
- Nájemci, antologie Stvořitelé nových světů, Albatros, Praha 1980 a znovu Art-servis, Praha 1990, přeložil Ivo Železný.
- Venuše a sedmero pohlaví, antologie Pozemšťané a mimozemšťané, Svoboda, Praha 1981, přeložil Jaroslav Veis.
- Bernie coby Faust, fanzin Poutník 1, SFK Julese Verna 1986.
- Projekt Brooklyn, fanzin Centrum 1987/1, SFK Cargo Praha 1987, časopis Zápisník, ročník 1988, číslo 10, antologie Od Heinleina po Aldisse, AFSF, Praha 1994, přeložil Miroslav Martan.
- Hra pro děti, antologie Roboti a androidi, Svoboda, Praha 1988, přeložil Jaroslav Veis.
- Předem odpykaná sazba, fanbook SF překlady 9, SFK Winston Praha 1989 a pod názvem Čas jako závdavek, časopis Exalticon 1991/03.
- Projekt Pšt, antologie Jiné světy: Léto 92, Winston smith, Praha 1992, přeložil Petr Janouch.
- Osvobození Země, časopis Ikarie 1995/08, přeložil Jan Kantůrek.
- Podle pravidel ducha, antologie Playboy: Antologie sci-fi povídek, BB art 2003 a znovu 2009.

### Knihy
- Lidé a netvoři, Ivo Železný, Praha 1991, přeložila Dagmar Čápová.

### Externí data
- Seznam děl v Souborném katalogu ČR, jejichž autorem nebo tématem je William Tenn
- (anglicky) Summary Bibliography - William Tenn
- (anglicky) William Tenn - Science Fiction Encyclopedia
- (anglicky) The Official Home Page of Science Fiction Writer William Tenn
- (anglicky) William Tenn - Fantastic Fiction
- (česky) William Tenn na webu LEGIE
- William Tenn v Databázi knih